# Lindell Wigginton
Lindell Shamar Wigginton (Halifax, 28 marzo 1998) è un cestista canadese, di ruolo playmaker.

## Statistiche

### NCAA
| Anno      | Squadra           | PG | PT | MP   | TC%  | 3P%  | TL%  | RP  | AP  | PRP | SP  | PP   |
| --------- | ----------------- | -- | -- | ---- | ---- | ---- | ---- | --- | --- | --- | --- | ---- |
| 2017-2018 | Iowa St. Cyclones | 31 | 31 | 33,0 | 41,4 | 40,1 | 66,0 | 3,7 | 2,8 | 0,9 | 0,4 | 16,7 |
| 2018-2019 | Iowa St. Cyclones | 25 | 2  | 26,0 | 41,5 | 39,0 | 72,0 | 4,0 | 2,1 | 0,8 | 0,4 | 13,5 |
| Carriera  | Carriera          | 56 | 33 | 29,8 | 41,4 | 39,7 | 68,7 | 3,9 | 2,5 | 0,8 | 0,4 | 15,3 |

#### Massimi in carriera
- Massimo di punti: 30 vs Baylor (13 gennaio 2018)[1]
- Massimo di rimbalzi: 10 vs Boise State (19 novembre 2017)
- Massimo di assist: 8 vs Baylor (3 febbraio 2018)
- Massimo di palle rubate: 3 (3 volte)
- Massimo di stoppate: 2 (4 volte)
- Massimo di minuti giocati: 40 (3 volte)

### NBA

#### Regular season
| Anno      | Squadra         | PG | PT | MP   | TC%  | 3P%  | TL%  | RP  | AP  | PRP | SP  | PP  |
| --------- | --------------- | -- | -- | ---- | ---- | ---- | ---- | --- | --- | --- | --- | --- |
| 2021-2022 | Milwaukee Bucks | 19 | 0  | 10,5 | 42,6 | 34,6 | 54,3 | 1,3 | 1,2 | 0,3 | 0,1 | 4,2 |
| 2022-2023 | Milwaukee Bucks | 7  | 1  | 12,4 | 48,6 | 33,3 | 88,9 | 1,0 | 2,0 | 0,0 | 0,3 | 7,1 |
| 2023-2024 | Milwaukee Bucks | 3  | 0  | 2,7  | 40,0 | 0,0  | 100  | 0,0 | 0,0 | 0,0 | 0,0 | 2,0 |
| Carriera  | Carriera        | 29 | 1  | 10,1 | 44,7 | 32,6 | 63,0 | 1,1 | 1,3 | 0,2 | 0,1 | 4,7 |

#### Massimi in carriera
- Massimo di punti: 25 vs Memphis Grizzlies (7 aprile 2023)[2]
- Massimo di rimbalzi: 5 (2 volte)
- Massimo di assist: 11 vs Memphis Grizzlies (7 aprile 2023)
- Massimo di palle rubate: 1 (5 volte)
- Massimo di stoppate: 1 (3 volte)
- Massimo di minuti giocati: 41 vs Memphis Grizzlies (7 aprile 2023)

### NBA G-League
| Anno      | Squadra        | PG | PT | MP   | TC%  | 3P%  | TL%  | RP  | AP  | PRP | SP  | PP   |
| --------- | -------------- | -- | -- | ---- | ---- | ---- | ---- | --- | --- | --- | --- | ---- |
| 2019-2020 | Iowa Wolves    | 42 | 9  | 27,0 | 42,1 | 34,7 | 69,3 | 3,7 | 3,7 | 0,6 | 0,3 | 15,3 |
| 2020-2021 | Iowa Wolves    | 15 | 9  | 34,9 | 42,7 | 31,2 | 69,2 | 4,1 | 5,2 | 0,7 | 0,2 | 17,1 |
| 2021-2022 | Wisconsin Herd | 12 | 10 | 30,0 | 40,0 | 20,5 | 62,9 | 4,4 | 4,9 | 0,6 | 0,3 | 15,0 |
| 2022-2023 | Wisconsin Herd | 20 | 18 | 36,5 | 46,5 | 38,3 | 83,3 | 3,9 | 6,0 | 1,0 | 0,4 | 22,3 |
| Carriera  | Carriera       | 89 | 46 | 30,9 | 43,0 | 33,1 | 72,3 | 3,9 | 4,6 | 0,7 | 0,3 | 17,1 |

## Palmarès
- CEBL Clutch Player of the Year (2021)
- CEBL Canadian Player of the Year (2021)
- All-CEBL First Team (2021)
- All-CEBL Canadian Team (2021)